# Szerednyei János
Szerednyei János  (Szerencs, 1920. május 26. – Vorosilovka, Szovjetunió, 1948. július 26.) katolikus pap, aki 1945-ben önként jelentkezett, hogy elhurcoják a málenykij robotra egy saját tarcali híveiből álló csoporttal együtt. Egy balesetben halt meg egy szénbányában, ahol dolgozott.

## Életpálya
Szerednyei Jánost Kassán szentelték pappá 1944 június 11.. Utána segédlelkészként Tarcalra került.
Miután a területet elfoglalta a Vörös Hadsereg, 1945. január 24-én elkezdődött emberek gyűjtése a málenykij robotra. A plébános és a segédlelkész elmentek a szovjetekhez az elhurcoltak érdekében, legalább a gyerekek és nők elengedését akarták elérni. (Más források szerint borral ki akarták vásárolni az embereket.) Sikerült elérniük, hogy a nők egy részét és egy házaspárt szabadon engedték azzal a feltétellel, hogy Szerednyei János helyükre megy. Ő beleegyezett, csak a plébániára ment előtte a legszükségesebb holmiért. Akkor úgy tudtak, hogy háromnapos munkáról van szó.
Néhány napos várakozás és aztán egyhónapos utazás után megérkeztek a célhoz, ami a 7144/1223 számú tábor volt Vorosilovka településen, a Vorosilovgradi oblasztyon (terület), az Uszpenszkij rajon (körzet) a donecki kőszénmedencében, hogy a Vorosilova bányában dolgozzanak. Szerendnyei vájárként dolgozott 400 méteres mélységben. Rabszáma 542 volt.
A táborban verseket írt, hegedült, igyekezett lelket tartani a rabtársaiban. Néha titokban misézett is, amiért büntetésül bezárták.
Elismerésül a munkaeredményeiért kapott egy fekete szövet „oroszka” ruhát a tábor vezetőségétől.
Az életét egy balesetben vesztette el. Amikor a munka után, fáradtan egy csillén utazott a felszínre a csillében elromlott a fék és elkezdett egyre gyorsabban lefelé gurulni. A rajta utazó bányászok leugrottak, Szerednyei ugrás után elesett, megütötte magát a halántékán és a helyszínen meghalt.
Mivel Szerednyei volt a tábor legjobb dolgozója, a tábor vezetőség engedélyezte, hogy koporsóban temessék el, ami kivételnek számított.

## Emlékezet
Szerednyei János emléket egy a tarcali katolikus templomban elhelyezett tábla őrzi.

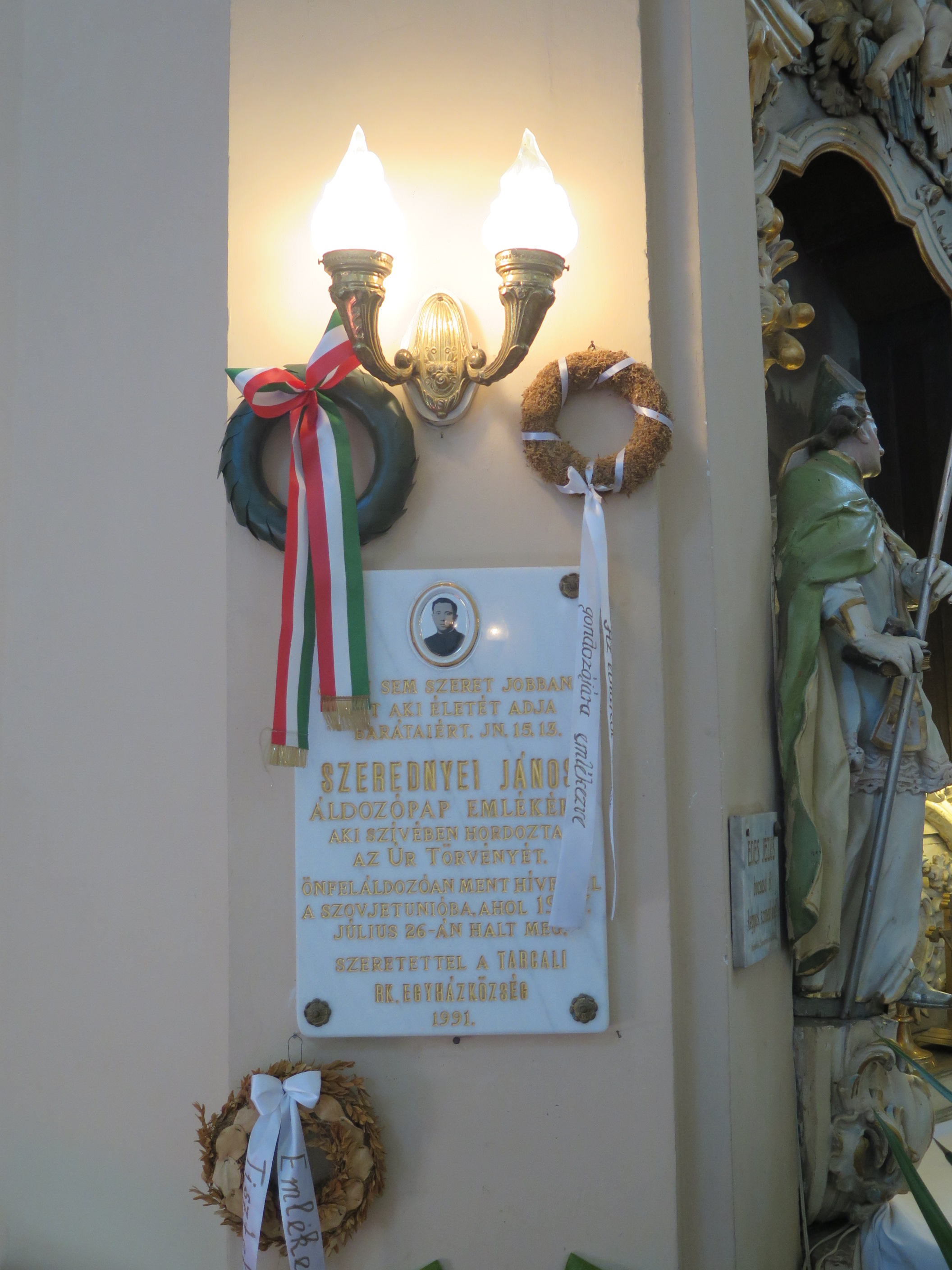
Szerednyei János emléktáblája a tarcali katolikus templomban